# Плотина Бхумибол
Плотина Бхумибол (ранее известна, как плотина Yanhi Dam) — крупное гидросооружение в Таиланде, бетонная арочная плотина на реке Пинг, притоке реки Чаупхрая, в районе Сам Нкао провинции Так, Таиланд. Сооружение расположено в 480 километров к северу от Бангкока и было построено для хранения воды, как гидроэлектростанция для производства электроэнергии, контроля паводков, для разведения рыбы и др. Дамба была названа в честь короля Пхумипона Адульядета. Это был первый в Таиланде многоцелевой проект.

## История
Плотина изначально называлась Янхи плотина. Инициатором строительства плотины был премьер-министр фельдмаршал Пибун Сонгкрам. В 1957 году плотина была переименована и получила название Бхумибол.
Плотина, в бассейне реки Чаупхрая была построена в начале 1950-х годов для использования сельскохозяйственного и гидроэнергетического потенциала бассейна реки. Строительство дамбы началось в 1958 году и было завершено в 1964 году. Строительство обошлось в 3,5 млрд. бат. Резервуар бассейна был полностью заполнен водой в 1970 году. Первые два электрогенератора введены в эксплуатацию в 1964 году.
В 1972 году было завершено строительство плотины Сирикит на реке Нэн , одном из двух крупнейших притоков реки Чаупхрая, включая реку Пинг. Обе плотины контролировали 22% годового стока рек бассейна. Обе плотины обеспечивают орошение 1 200 000 гектаров сельскохозяйственных земель в сезон дождей и 480 000 гектаров в сухой сезон.
В 1991 году в пяти километрах вниз по течению реки была построена плотина Нижняя Мэй Пинг. Плотина позволила создать дополнительный резервуар для хранения воды. К этому времени гидроэлектростанция Бхумибол произвела 22 процента всей электроэнергии Таиланда.
Во время наводнений в марте 2011 года в Таиланде количество осадков в районе Северного Таиланда было на 344 процента выше нормы. Плотина Бхумибол в это время была заполнена водой на 224,7 миллиметра выше нормы.

## Дизайн
Плотина представляет собой бетонное сооружение гравитационного типа, оно имеет высоту 154 метра, длину — 486 метров, ширину на гребне — 8 метров. Плотина удерживает резервуар воды объёмом 13 462 000 000 кубических метров, из которых 9 762 000 000 м3 является «полезным» хранилищем воды. Площадь водосбора плотины составляет 26 400 квадратных км., а его площадь составляет 300 кв. км. Плотина Нижний Мэй Пинг имеет высоту 8 м, длину — 300 метров, ёмкость — 5 000 000 куб. км. Её насос возвращает воду обратно в резервуар плотины Бхумибол (верхний) в часы пик, турбина-насос служит генератором для производства электроэнергии.

## Электростанции
Силовая установка гидроэлектростанции плотины состоит из восьми турбин установленной мощностью 743,8 мегаватт. Шесть из них (радиально-осевые) имеют мощность по 76,3 мегаватт, одна (ковшовая турбина) имеет мощность 115 мегаватт, и одна, насосная турбина, имеет мощность 175 мегаватт.
Плотина и её гидроэлектростанция были модернизированы в 1990-х годах.

## Внешние ссылки
- Дамба пумипон Архивная копия от 18 ноября 2017 на Wayback Machine на энергетическое ведомство Таиланда
- Климат нормали ВМО: Дамба Пумипон